# Tataíra
A tataíra (Oxytrigona tataira), do tupi tatá, fogo, e eíra, abelha, significando "abelha de fogo",  é uma abelha social, da subfamília dos meliponíneos. É uma espécie altamente defensiva, com ataques de defesa massivos, e seu nome se deve ao fato de que secreta um líquido cáustico chamado ácido fórmico ou ácido metanoico, capaz de ocasionar queimaduras graves no ser humano. Possui cerca de 5,5 mm de comprimento, cabeça e abdome ferrugíneos e o restante do corpo preto. É uma abelha saqueadora facultativa, sendo observada sua presença saqueando cera dos túneis de entrada de outras colmeias de trigonas. Produz mel em pequenas quantidades e sabora (pólen processado) em abundância. Também é conhecida pelos nomes de abelha-caga-fogo, abelha-de-fogo, barra-fogo, bota-fogo, caga-fogo e mija-fogo.
É uma excelente polinizadora e, assim como todas espécies de abelhas, pode apresentar comportamento saqueador conforme necessidade e oportunidade podendo atacar até mesmo colônias de apis melifera.

## Etimologia
Seu nome vulgar vem do tupi antigo tataeíra, e significa "abelha-de-fogo" (de tatá "fogo" + eíra "abelha"), nome que coincide com o fenótipo alaranjado da espécie, e com as queimaduras que ela causa.

## Nomes vernáculos
- Warázu[4]: t-áta-ɨ
- Kwazá[5]: çatɨ
- Aikanã[6]: harywe
- Kanoê[7]: mũky
- Trumaí[8]: sok kadke